# Bad Milk
Bad Milk  är ett pusselspel utvecklat av New York-baserade utvecklaren Dreaming Media, bestående av bröderna Ted och Mick Skolnick. Det släpptes ursprungligen i november 2000 till Microsoft Windows och Mac OS Classic. Spelet vann utmärkelsen Seumas McNally Grand Prize på Independent Games Festival 2002, liksom priset för Innovation in Audio.
Bad Milk startar med en full motion video (förinspelad filmsekvens) i förstapersonsperspektiv, där spelaren dricker skämd mjölk och kollapsar in i bordet. Detta påbörjar ett pusselspel där spelaren måste klara en serie av minispel för att komma över ledtrådar för att "undkomma" situationen. Spelaren blir tilltalad i olika telefonsamtal av en osynlig tredje part och får hintar för att slutföra pusslet.